# Jean Julien Estrangin
Pour les articles homonymes, voir Estrangin.
Jean Julien Estrangin, né le 6 novembre 1788 à Arles et mort dans la même ville le 18 juillet 1848, est un avocat, homme politique et historien arlésien du XIXe siècle.

## Biographie
Jean Julien Estrangin est le fils de Julien Antoine-de-Padoue Estrangin, avocat au parlement de Provence, et de Thérèse Antoinette Autheman.
Avocat à Arles depuis 1811, plusieurs fois[Quand ?] bâtonnier du barreau d'Arles, il fait partie de nombreuses associations savantes ; il est membre correspondant de l'Institut archéologique de Rome, de la société royale des antiquaires de France, de l'Académie des sciences, agriculture, arts et belles-lettres d'Aix et de la société archéologique de Toulouse.
Il participe également à la vie politique locale, d’abord comme membre du conseil municipal de la ville d'Arles, puis comme premier conseiller municipal remplissant les fonctions de maire à la suite de la démission le 28 septembre 1844 du maire Perrin de Jonquières.
Il est décoré de la Légion d'honneur en 1845.
Sa renommée, toutefois, résulte pour l’essentiel de ses travaux historiques. Il est l'auteur notamment de trois ouvrages historiques sur Arles :
- Description de l'église métropolitaine d'Arles, Marseille, 1835
- Études Archéologiques, Historiques et Statistiques sur Arles, Aubin, 1838
- Description de la ville d'Arles antique et moderne, Aubin, 1845.